# Cynthia Sharma
Cynthia Mira Sharma ist eine deutsche Biologin und Inhaberin des Lehrstuhls für Molekulare Infektionsbiologie II an der Universität Würzburg. Der Schwerpunkt ihrer Forschung liegt auf der Frage, wie bakterielle Krankheitserreger ihre Genexpression regulieren, um sich an veränderte Umwelt- oder Stressbedingungen anzupassen.

## Leben und Ausbildung
Sharma besuchte das Steinbart-Gymnasium in Duisburg. Sie studierte Biologie an der Heinrich-Heine-Universität Düsseldorf und wechselte für ihre Promotion an das Max-Planck-Institut für Infektionsbiologie, wo sie zu kleinen regulatorischen RNAs forschte. Am Max-Planck-Institut für Infektionsbiologie hatte sie kurzzeitig eine Postdoc-Stelle bei Jörg Vogel inne.

## Forschung und Karriere
2010 wurde Sharma als unabhängige Nachwuchsgruppenleiterin an das Zentrum für Infektionsforschung (ZINF) der Universität Würzburg berufen. Ihre Forschung konzentriert sich auf bakterielle Krankheitserreger und deren Anpassung an ihre Wirte und veränderte Umgebungen. Ihr besonderes Interesse gilt der Regulation der Genexpression von Bakterien. Sie interessiert sich für kleine regulatorische RNAs (sRNAs) sowie für die Proteine, die RNA binden, die für die Zellphysiologie wichtig sind.
Während der COVID-19-Pandemie entwickelte Sharma zusammen mit Chase Beisel eine RNA-Diagnoseplattform zur Unterscheidung verschiedener Atemwegsviren und Virusvarianten auf der Basis von CRISPR. Der Test „Leveraging Engineered tracrRNAs and On-target DNAs for PArallel RNA Detection“ (LEOPARD) kann viele RNAs gleichzeitig nachweisen und bietet das Potenzial, mehrere krankheitsbezogene Biomarker zu identifizieren. 2022 wurde sie mit einem Consolidator Grant des Europäischen Forschungsrats ausgezeichnet.

## Preise und Auszeichnungen
- 2011 Ingrid zu Solms-Naturwissenschaftspreis[5]
- 2012–2015 Stipendium für Postdoktoranden und Juniorprofessoren der Daimler und Benz Stiftung
- 2012–2017 Mitglied des Jungen Kollegs der Bayerischen Akademie der Wissenschaften[6]
- 2011 Robert-Koch-Postdoktorandenpreis für Mikrobiologie[7]
- 2013 Förderpreis der Deutschen Gesellschaft für Hygiene und Mikrobiologie e. V. (DGHM)[8]
- 2014 ESCMID Research Grant[9]
- 2015 Heinz Maier-Leibnitz-Preis der Deutschen Forschungsgemeinschaft[10]
- 2021 Gewinner des Falling Walls-Preises in der Kategorie „Life Sciences“[11]
- 2022 Pettenkofer Prize[12]
- 2022 Consolidator Grant des Europäischen Forschungsrats[13]
- 2023 „Momentum“-Stipendium der VolkswagenStiftung[14]
- 2023 Hauptpreis der Deutschen Gesellschaft für Hygiene und Mikrobiologie (DGHM)[15]
- 2025: Aufnahme als Mitglied der Sektion Mikrobiologie und Immunologie in die Nationale Akademie der Wissenschaften Leopoldina

## Engagement im Wissenschaftssystem
- 2024 Konferenz-Vorsitz (VAAM) Gemeinsame Tagung von DGHM und VAAM, Würzburg, Deutschland[16]
- 2023 Mitorganisatorin CRISPR-Konferenz 2023, Würzburg, Deutschland[17]
- Seit 2023 Mitglied im Fachbeirat der BioM GmbH[18]
- 2022 Mitorganisatorin des 71. Mosbacher Kolloquiums „Die Welt der RNAs“, Deutschland[19]
- 2018 Mitorganisatorin des Symposiums der Sektionen M„ikrobielle Pathogenität“ (DGHM/VAAM) und „Gastrointestinale Infektionen“ (DGHM), Bad Urach, Deutschland[20]
- Seit 2018 Sprecherin des Zentrums für Infektionsforschung (ZINF), JMU[21]
- 2017–2019 Mitglied der Promotionskommission der Medizinischen Fakultät der JMU
- Seit 2017 Lenkungsausschuss DFG SPP 2002: „Kleine Proteine in Prokaryoten“[22]
- 2014/2016 Mitorganisatorin EMBO-Praxiskurs zu nicht-kodierenden RNAs bei Infektionen, Würzburg, Deutschland
- 2016 Mitorganisatorin Workshop „Sensory and Regulatory RNAs in Prokaryotes“, München, Deutschland
- 2015–2021 Vorstandsmitglied der Sektion ‚Gastrointestinale Infektionen‘ der DGHM
- 2015 Organisatorin des Workshops ‘High-Throughput & Single Cell Approaches in Infection Biology’, München, Deutschland[23]
- 2014 Organisatorin, 3. Mol Micro Meeting (M3W3), Würzburg, Deutschland[23]
- 2012 Mitorganisatorin 2. Mol Micro Meeting, Würzburg, Deutschland

## Ausgewählte Publikationen
- Pernitzsch, S. R., M. Alzheimer, B. U. Bremer, M. Robbe-Saule, H. De Reuse, and C. M. Sharma. 2021. Small RNA mediated gradual control of lipopolysaccharide biosynthesis affects antibiotic resistance in Helicobacter pylori. Nat Commun 12: 4433. doi:10.1038/s41467-021-24689-2
- Jiao, C., S. Sharma, G. Dugar, N. L. Peeck, T. Bischler, F. Wimmer, Y. Yu, L. Barquist, C. Schoen, O. Kurzai, C. M. Sharma°, and C. L. Beisel°. 2021. Noncanonical crRNAs derived from host transcripts enable multiplexable RNA detection by Cas9. Science 372: 941-948. doi:10.1126/science.abe7106
- Eisenbart, S. K., M. Alzheimer, S. R. Pernitzsch, S. Dietrich, S. Stahl, and C. M. Sharma. 2020. A Repeat-Associated Small RNA Controls the Major Virulence Factors of Helicobacter pylori. Mol Cell 80: 210-226 e217. doi:10.1016/j.molcel.2020.09.009
- Alzheimer, M., S. L. Svensson, F. Konig, M. Schweinlin, M. Metzger, H. Walles, and C. M. Sharma. 2020. A three-dimensional intestinal tissue model reveals factors and small regulatory RNAs important for colonization with Campylobacter jejuni. PLoS Pathog 16: e1008304.  doi:10.1371/journal.ppat.1008304
- Dugar, G., R. T. Leenay, S. K. Eisenbart, T. Bischler, B. U. Aul, C. L. Beisel, and C. M. Sharma. 2018. CRISPR RNA-Dependent Binding and Cleavage of Endogenous RNAs by the Campylobacter jejuni Cas9. Mol Cell 69: 893-905 e897. doi:10.1016/j.molcel.2018.01.032
- Dugar, G., S. L. Svensson, T. Bischler, S. Waldchen, R. Reinhardt, M. Sauer, and C. M. Sharma. 2016. The CsrA-FliW network controls polar localization of the dual-function flagellin mRNA in Campylobacter jejuni. Nat Commun 7: 11667. doi:10.1038/ncomms11667
- Pernitzsch, S. R., S. M. Tirier, D. Beier, and C. M. Sharma. 2014. A variable homopolymeric G-repeat defines small RNA-mediated posttranscriptional regulation of a chemotaxis receptor in Helicobacter pylori. Proc Natl Acad Sci U S A 111: E501-510. doi:10.1073/pnas.1315152111
- Dugar, G., A. Herbig, K. U. Forstner, N. Heidrich, R. Reinhardt, K. Nieselt, and C. M. Sharma. 2013. High-resolution transcriptome maps reveal strain-specific regulatory features of multiple Campylobacter jejuni isolates. PLoS Genet 9: e1003495. doi:10.1371/journal.pgen.1003495
- Deltcheva, E., K. Chylinski, C. M. Sharma, K. Gonzales, Y. Chao, Z. A. Pirzada, M. R. Eckert, J. Vogel, and E. Charpentier. 2011. CRISPR RNA maturation by trans-encoded small RNA and host factor RNase III. Nature 471: 602-607. doi:10.1038/nature09886
- Sharma, C., Hoffmann, S., Darfeuille, F. et al. 2010 The primary transcriptome of the major human pathogen Helicobacter pylori. Nature 464: 250–255. doi:10.1038/nature08756